# 22 Short Films About Springfield
«22 Short Films About Springfield» —«22 cortometrajes sobre Springfield» en España y «22 películas cortas sobre Springfield» en Hispanoamérica—  es el vigésimo primer episodio de la séptima temporada de la serie de televisión de animación estadounidense Los Simpson, emitido originalmente el 14 de abril de 1996 en la cadena Fox. Fue escrito por Richard Appel, David X. Cohen, Jonathan Collier, Jennifer Crittenden, Greg Daniels, Brent Forrester, Dan Greaney, Rachel Pulido, Steve Tompkins, Josh Weinstein, Bill Oakley y Matt Groening, con la supervisión de Daniels, mientras que su dirección fue obra de Jim Reardon. Phil Hartman actuó a modo de estrella invitada en el papel de Lionel Hutz y el presidente de la junta del hospital.
El capítulo muestra breves incidentes vividos por algunos residentes de Springfield durante una serie de historias interconectadas a lo largo de un solo día. El concepto se originó a partir del segmento final del episodio de la cuarta temporada «The Front», que dio al personal la idea de una posible serie derivada en forma de parodia suelta de Pulp Fiction (1994). El título es una referencia a la película Thirty Two Short Films About Glenn Gould (1993). Recibió reseñas positivas de la crítica y destaca por su popularidad entre los seguidores, con el segmento «Steamed Hams» convertido en un popular meme de internet en 2017.

## Argumento
La estructura del episodio consiste en una serie de cortometrajes que duran de menos de treinta segundos a más de dos minutos y medio, cada uno mostrando la vida cotidiana en Springfield, después de que Bart se pregunte si les ocurre algo interesante a los ciudadanos del pueblo. La sucesión es la siguiente:
1. Bart y Milhouse escupen y echan condimentos desde un paso elevado de la autopista sobre los coches, y luego van al Kwik-E-Mart.
2. Apu cierra el Kwik-E-Mart durante cinco minutos para asistir a una fiesta en casa de Sanjay, dejando retenido a Hans Moleman en la tienda.
3. Bart tira chicle en el pelo de Lisa accidentalmente y Marge intenta quitarlo aplicando mantequilla de cacahuete y mayonesa. Esto atrae a un enjambre de abejas, una de las cuales se aleja volando.
4. Mientras pasea en bicicleta con el Sr. Burns, Smithers sufre una reacción alérgica por la picadura de la abeja y acude al hospital, pero los celadores sólo recogen a Burns.
5. El Dr. Nick es criticado por la junta del hospital por sus procedimientos médicos poco ortodoxos, aunque salva su carrera tras tratar al abuelo con unos cables de uso doméstico.
6. Moe sufre un robo por parte de Snake después de que Barney le diera a Moe dos mil dólares para pagar una parte de su deuda de catorce mil millones.
7. Mientras recibe al superintendente Chalmers para almorzar, el director Skinner quema su asado y fanfarronea durante la comida, aunque en el proceso incendia su casa.
8. Homer atrapa accidentalmente a Maggie en una caja expendedora de periódicos.
9. El jefe Wiggum, Lou y Eddie comparan McDonald's con el Krusty Burger.
10. Bumblebee Man llega a casa tras un horrible día de trabajo y una serie de torpezas destruyen su hogar, lo que provoca que su mujer lo abandone.
11. Snake atropella a Wiggum y su pelea subsiguiente termina con Herman capturándolos a punta de pistola en su tienda.
12. El reverendo Lovejoy insta a su perro pastor inglés a usar el césped de Ned Flanders como retrete.
13. Varios habitantes del pueblo aconsejan a Marge y Lisa cómo quitar el chicle pegado en el pelo de esta última.
14. Cletus le ofrece a Brandine unos zapatos que encontró en una línea telefónica.
15. Milhouse intenta usar el baño en la tienda del hombre de las historietas que sólo puede usar si compra algo, pero su padre lo obliga a salir. Más adelante, acuden al aseo de la tienda de Herman y Milhouse accidentalmente noquea al dueño con un mayal, lo que salva a su padre, Snake y Wiggum.
16. Jake, el peluquero, corta el chicle de la cabellera de Lisa, además de agregarle un estilo de peinado nuevo.
17. Nelson se ríe del nuevo corte de pelo de Lisa y de Ian, un hombre altísimo en un Volkswagen Escarabajo. Este último humilla públicamente al adolescente para darle una lección.
18. Bart y Milhouse echan un chorro de ketchup y mostaza a Nelson desde el paso elevado y llegan a la conclusión de que, después de todo, la vida sí es interesante en su pueblo.
19. El profesor Frink intenta contar su historia, pero es interrumpido por los créditos finales.

## Producción
La idea principal procede del episodio de la cuarta temporada «The Front», que contenía una breve secuencia titulada The Adventures of Ned Flanders con su propio título y tema musical al final del mismo. La escena no tiene ninguna relevancia para la trama principal y estuvo diseñada únicamente como relleno para acomodar la corta duración. Al equipo le encantó el concepto e intentó encajar escenas similares en otros capítulos, pero ninguno era lo bastante corto como para necesitar una. Por ello, Bill Oakley y Josh Weinstein, showrunners de la serie, decidieron crear un episodio entero con escenas cortas entrelazadas en las que participaran muchos de los personajes, al estilo de Pulp Fiction (1994) de Quentin Tarantino. El título «22 Short Films About Springfield» se decidió al inicio de la producción, aunque en realidad no hay veintidós historias en él, debido a la duración estándar de veintidós minutos. Originalmente, había más escenas, pero hubo que recortar varias por cuestiones de tiempo. Para decidir quién escribiría cada uno de los segmentos, todos los guionistas eligieron a sus tres personajes favoritos y los metieron en un sombrero, se sacaron los nombres y se asignaron los papeles a cada uno. Las escenas del episodio fueron escritas por diferentes miembros del equipo. Oakley se encargó de la historia del Superintendente Chalmers, Weinstein escribió la del hombre de las historietas y Milhouse, mientras que otros guionistas, como David Cohen y Brent Forrester, también contribuyeron con diversos segmentos. Richard Appel escribió un «segmento de fantasía elaborada» borrado que giraba en torno a Marge, cuyo único vestigio es ella limpiando el fregadero durante la primera aparición de Lisa, y también otra con Lionel Hutz que fue descartada.
El primer borrador tenía sesenta y cinco páginas, y hubo que reducirlo a sólo cuarenta y dos, por lo que se suprimieron numerosas escenas por falta de tiempo o porque no encajaban con la dinámica general. Para resolver este problema, se creó una secuencia antes de la pausa del segundo acto, en la que la gente del pueblo acude a la casa de los Simpson para dar consejos sobre cómo puede Lisa quitarse el chicle del pelo, y así incluir a todos los personajes que no aparecían en ningún otro lugar durante la historia. Weinstein y el supervisor de redacción Greg Daniels se encargaron de ordenar y enlazar cada corto, mientras que el director Jim Reardon tuvo el reto de intercalar cada sección de forma que el cambio no pareciera brusco. Los que eran difíciles de enlazar se ponían antes o después de una pausa de actuación o se les daba un tema musical; de hecho, uno de los cuales se cortó de la historia de Apu, pero se incluyó como escena eliminada en la colección para DVD de la séptima temporada.
Bill Oakley escribió la escena de Chalmers por ser su personaje favorito de todos los tiempos. La principal razón por la que le encantaba era que, hasta que se creó Frank Grimes para el capítulo de la octava temporada «Homer's Enemy», Chalmers era el único personaje que «parecía operar en el universo humano normal». En episodios anteriores, las escenas de Skinner y Chalmers juntos giraban en torno a una broma: Skinner le cuenta una mentira poco creíble, pero Chalmers se la traga de todos modos. Así, su escena se compone de una cadena de trece mentiras interconectadas. El diálogo entre Skinner y Chalmers era inusual, ya que consistía en una conversación larga y relajada, sin ningún desarrollo significativo. La idea de la escena era burlarse del clásico cliché de comedia de situación de llevar al jefe a cenar a casa, que este dude de las mentiras de su empleado, pero acabe creyéndoselas. Oakley redactó toda la escena en una tarde y el producto final se parece casi exactamente a su primer borrador. El maquetista Sarge Morton era el encargado de hacer el guion gráfico de toda la escena, ya que tenía afinidad por las escenas protagonizadas tanto por Skinner como por Chalmers.
En la historia del señor Burns, todas y cada una de las palabras arcaicas que le grita a Smithers son auténticas y correctamente utilizadas. Para mantener la exactitud, los guionistas recurrieron a un diccionario de sinónimos del siglo XIX para buscar los términos. Muchas de las palabras en español utilizadas en el segmento de Bumblebee Man son cognados fácilmente comprensibles del inglés y no español exacto; esto se hizo deliberadamente para que los no hispanohablantes pudieran entender el diálogo sin subtítulos. Ian, un personaje reconocible por sus elevada estatura, era una caricatura del escritor Ian Maxtone-Graham, con quien también comparte su nombre de pila, mientras que la multitud de la calle que se ríe de Nelson incluye caricaturas de Matt Groening, Bill Oakley y Josh Weinstein. Oakley mencionó en el guion que la calle debía de estar llena de los mayores idiotas de Springfield, por lo que los animadores lo dibujaron a él y al otro par anteriormente mencionado en la escena.

### «Steamed Hams»

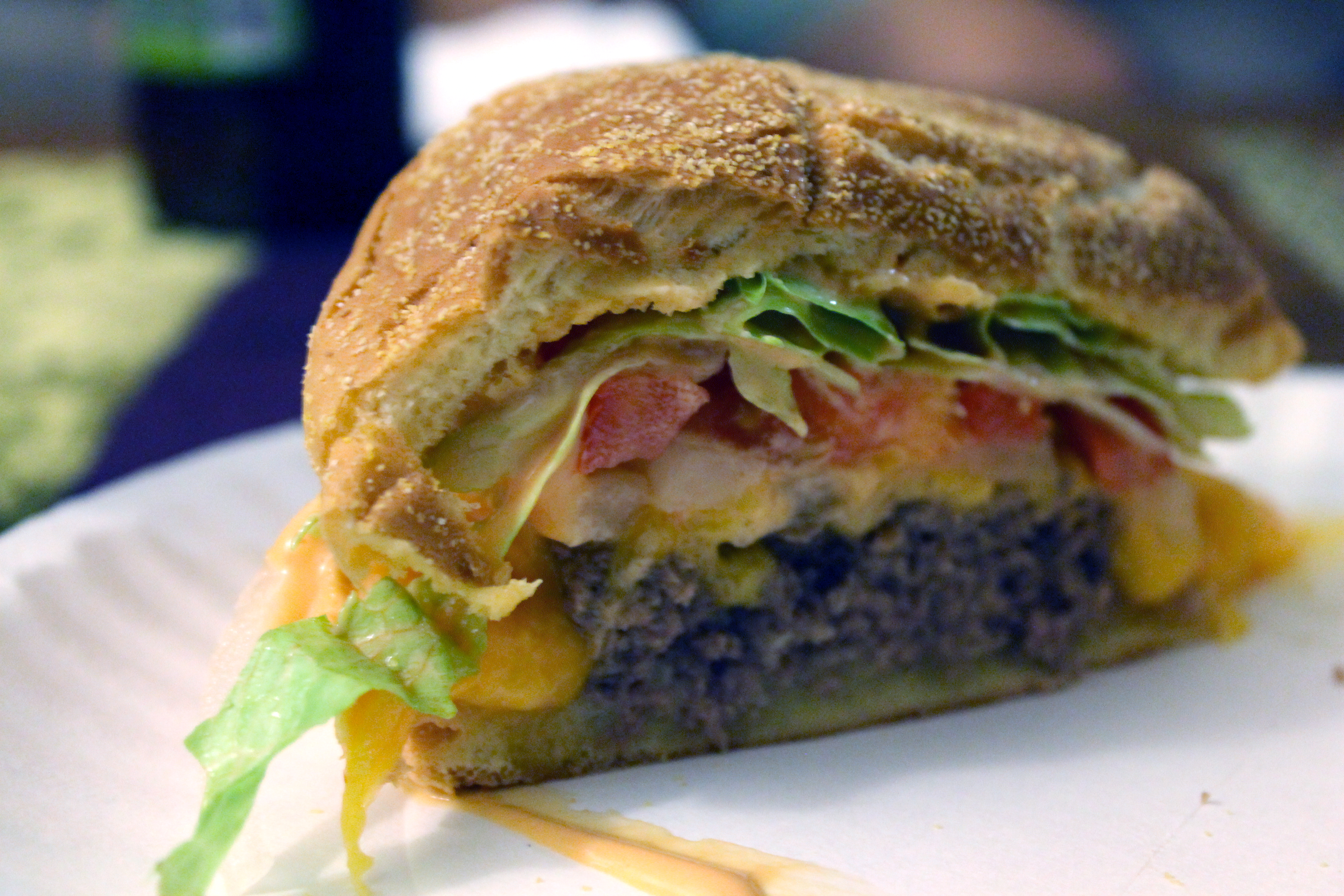
Una hamburguesa con queso al vapor, cortada por la mitad. El término «Steamed Hams» ha sido acuñado por Seymour Skinner para referirse a las hamburguesas.